# ¿Pena de muerte?
Pour plus de détails, voir Fiche technique et Distribution.
¿Pena de muerte? est un film espagnol réalisé par Josep Maria Forn, sorti en 1961

## Synopsis
Pedro est accusé du meurtre d'Eduardo, avec des preuves accablantes pesant contre lui. Un célèbre avocat, initialement chargé de sa défense, doit se retirer en raison d'une grave maladie. Son fils Pablo, écrivain, prend alors la décision de mener sa propre enquête.

## Fiche technique
- Titre : ¿Pena de muerte?
- Réalisation : Josep Maria Forn
- Scénario : José Luis Dibildos, Noel Clarasó, Josep Maria Forn, Joaquina Algars et Armando Matías Guiu
- Musique : Enrique Escobar
- Photographie : Ricardo Albiñana
- Montage : Juan Luis Oliver
- Société de production : I. F. I.
- Durée : 81 minutes
- Date de sortie : 1961

## Distribution
- Fernando León : Pablo Hinojosa Valle
- Mireille Darc : Lina
- María del Sol Arce : Ana
- Jacques Dumesnil : la père de Pablo
- Luis Induni : Indiano
- María Francés : la mère de Carlos Castillo
- Jesús Puche : le père de Carlos Castillo
- Ángel Lombarte : José Costa
- Juan Manuel Simó : Joaquín Arnáez
- Camino Delgado : María
- Marcos Martí : Carlos Castillo